# Дегенерація
Дегенерація, катаморфоз (в еволюції) — морфофізіологічний регрес, значне спрощення організації, пов'язане зі зникненням цілих систем, органів і функцій. Дегенерація може бути пов'язаною зокрема із переходом до паразитичного або сидячого способу життя.
За дегенерації природним шляхом усуваються органи, що втратили колишнє значення завдяки чому організм економніше витрачає ресурси. Дуже часто дегенерація спостерігається при переході видів до паразитичного або нерухомого способу життя. Прикладами є втрата коренів і листя в рослини-паразита повитиці, органів травлення у стьожкових червів, редукція хорди в асцидій. При втраті одних органів для вузької спеціалізації з'являються спеціалізовані пристосування — присоски, гачки тощо. Шляхом дегенерації розвивалися в процесі еволюції покривники при переході від активного до прикріпленого способу життя (їхні предки за рівнем організації були близькі до примітивних хордових − безчерепних). Іншим прикладом морфофізіологічного регресу при переході до ендопаразитизму слугує рачок саккуліна, який паразитує на крабах та у дорослому стані позбавлений майже всіх складно диференційованих систем органів, характерних для членистоногих. Попри те, що загальна дегенерація приводить до значного спрощення організації, види, однак можуть збільшувати свою чисельність і ареал, тобто бути цілком успішними в біологічному плані.